# 劉舜文
劉舜文（英語：Lau Shun Man，1977年8月1日—），香港電視足球評述員。

## 背景
劉舜文早年在沙田中心生活，就讀浸信會呂明才小學（1989年小六）下午校、沙田官立中學（1994年中五）及恒生商學書院（1996年中七），並在1999年於香港科技大學工商管理會計系畢業，並投身會計界。適逢有線電視當時舉行足球評述員招募活動，他於是在2001年加入成為一員。及後曾在有線足球台及體育台旁述足球直播賽事及主持足球節目。他主要評述德甲、意甲、歐聯、歐霸、港超，亦曾評述世界盃、歐洲國家盃、英超及西甲等重要賽事，其中對德甲認識甚為豐富，有「德甲專家」、「德甲掌門人」等稱號，對其他聯賽及各球隊都有深入了解。他的評述風格以激情和投入見稱，資料十分充足，和李榮基被認為是德甲評述的黃金組合。他曾被德甲球迷網上投票選為「香港史上最佳德甲評述員」。
2008年開始，劉舜文與強尼和何凱婷合作主持雜誌式節目 《開心看足球》，2010年又與強尼和潘杰寧主持 《足球達人》。2011年夏天，他與球彩台主持李潔瑩一起遠赴德國採訪德甲賽事及眾球星，並拍攝節目 《德甲自由行》。2011年底，劉舜文更接受了德甲球會史浩克零四的官方雜誌 《KREISEL》 訪問。2018-19球季，劉舜文開始為東網評述香港超級聯賽，並為Foxsports評述德甲、亞冠盃。2020-21球季，為體通天下客席評述德甲。2023-24球季，以自由身為Now體育再度評述德甲。

## 音樂創作
除了評述足球賽事，劉舜文亦經常創作足球歌曲，並於有線電視2004年歐洲國家盃、2006年世界盃、2010年世界盃的足球節目中現場獻唱，其中2010年世界盃更與香港樂隊朱凌凌合作。其足球音樂作品已超過二百首，故有綽號為 「有線歌神」。出名作品有 《我愛FA CUP》、《有線四小強》 、 《耶耶托利 YEAH YEAH YEAH》、《捱射的 BODY》、《只得一個施丹》 、《多哈A夢》 及 《你媽愛尼馬》等，屬於較另類的多產音樂創作人。

## 電影
劉舜文曾於2011年拍攝電影－《算吧啦，老豆！》客串 瘋子一名，亦為該片創作電影插曲。2019年，他亦曾參與微電影《渴球》及《芝麻糊豆腐花》，飾演父親一角。

## 電台
劉舜文曾於2021至2023年期間，擔任香港電台第一台節目守下留情嘉賓主持。

## 著作
2014年，劉舜文與友人合著《好德──四個球迷對德國足球的狂熱與痴戀》。

## 外部連結
- 劉舜文 laushunman FACEBOOK 專頁